# Patellapis minima
Patellapis minima är en biart som först beskrevs av Heinrich Friese 1909.  Patellapis minima ingår i släktet Patellapis och familjen vägbin. Inga underarter finns listade i Catalogue of Life.